# Gummi

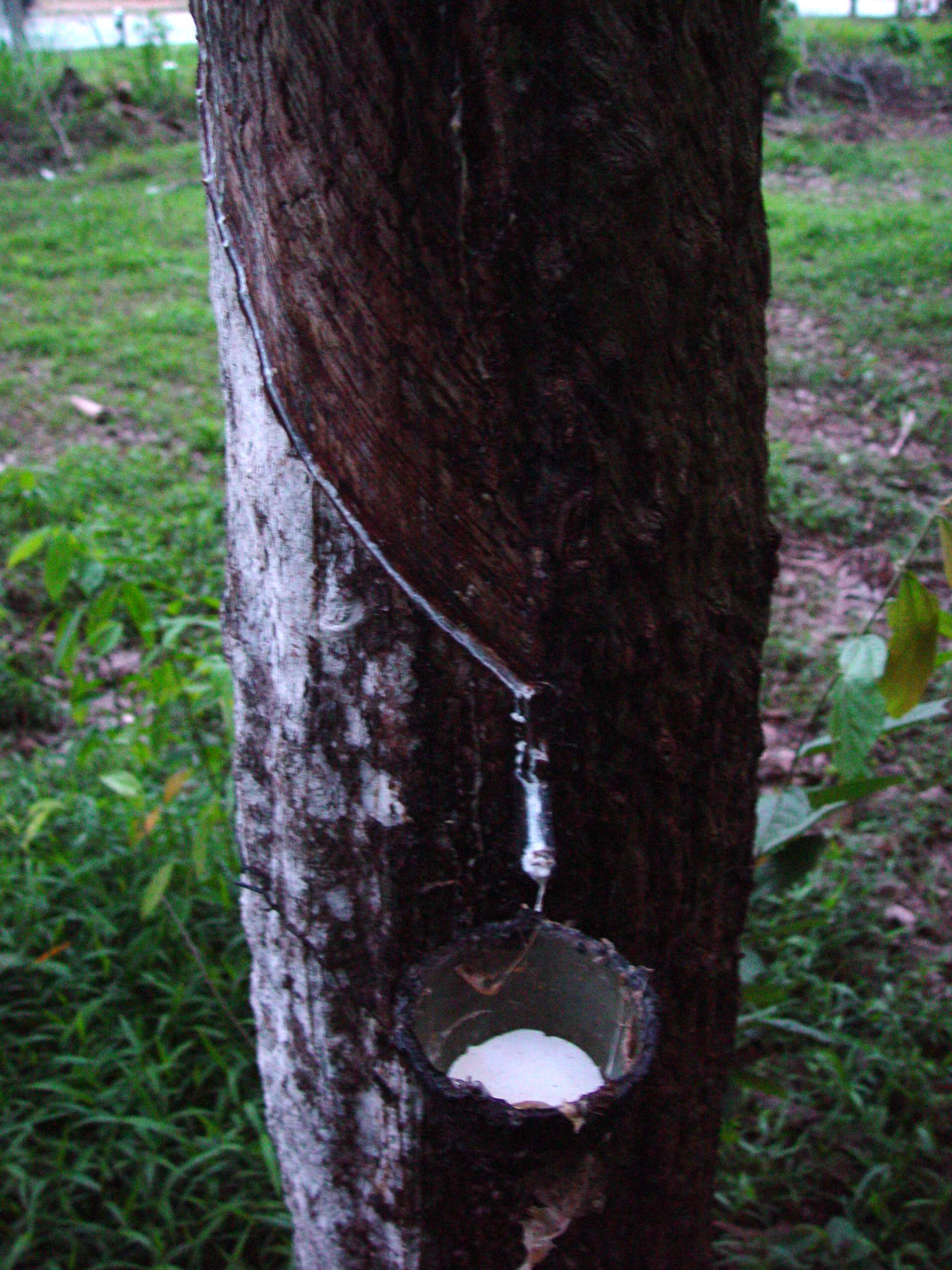
Latex utvinns ur gummiträdet

Gummi är en grupp polymera organiska ämnen med elastiska egenskaper som ingår i gruppen elaster. De är polyterpener, det vill säga polymerer av isoprenenheter. Gummi tillverkas traditionellt av mjölksaften från träd, och kallas då naturgummi, men idag är syntetiskt gummi vanligare. Syntetiskt gummi tillverkas genom polymerisering av monomerer från (i första hand) petroleum. 

## Produktion

### Utvinning
Naturgummi fås från den trögflytande mjölksaften, latex, från ett antal olika trädarter. Det viktigaste av dessa är Hevea brasiliensis. Vid utvinning skär man skåror i trädens bark och samlar upp gummivätskan i en behållare som sätts fast under skåran (ofta en halva av skalet från en kokosnöt). Gummi som tas från gummiträdet används industriellt vid tillverkning av olika material. Gummi från vissa andra växter används som föda och som klister, se gummi arabicum. En med gummi besläktad produkt är guttaperka. Ett annat liknande ämne är gummigutta.

### Tillverkning av naturgummi
Gummitillverkningen karakteriseras av den s.k. vulkaniseringen, eller vulkningen. Denna innebär att de långa molekylkedjorna i utgångsmaterialet tvärbinds, ofta med hjälp av svavel. Gummimaterialen liknar i det här avseendet härdplasterna, men gummi har färre tvärbindningar. Genom att välja materialsammansättning kan gummimaterialen tilldelas egenskaper inom ett mycket brett område, från de allra mjukaste till hårda och styva material. 

## Användning
Vanliga produkter av, eller med beståndsdelar av gummi är däck, gummilister, gummisnoddar, hårband, kondomer (som ibland i vardagsspråk kallas "gummi"), leksaker, maskinremmar, radergummin, fjäderelement, vibrationsdämpare, slangar, packningar, transportband, stövlar, gasmasker och mycket annat.
Som material i avancerade hydraulsystems tätningselement, där ricinolja används, är naturgummi överlägset andra material, tack vare naturgummits höga elasticitet och beständighet mot ricinolja.

### Materialegenskaper
Hårdheten hos naturgummi är vanligtvis 50-60 shore. Elasticitetsmodulen hos gummi är beroende av hårdheten och formfaktorn och kan variera från 500 till 3000 N/cm2. Naturgummi bör inte utsättas för större tryckpåkänning än 100N/cm2 och större skjuvpåkänning än 40N/cm2.
IRHD (International Rubber Hardness Degrees) är en norm för mätning av gummis hårdhet.

## Olika gummityper
Följande lista hämtas från Karlebos Materiallära (2014)
- Styrenbutadiengummi (SBR) består i huvudsak av en sampolymer av butadien och styren. Det utvecklades under andra världskriget som ersättning för naturgummi. Det har något bättre värmebeständighet och något högre dämpning än naturgummi, men sämre lågtemperaturegenskaper.
- Butadiengummi (BR) baseras på polybutadien. Det är svårare att bearbeta än naturgummi, men har något bättre slitstyrka. Det används i bildäck i blandning med andra gummityper, och som inblandning i termoplaster, där det höjer slagsegheten.
- Isoprengummi (IR) baseras på syntetiskt framställd cis-polyisopren. Det ersätter ibland naturgummi.
- Butylgummi (IIR) baseras på en sampolymer mellan isobuten och isopren. Det har hög dämpning vid rumstemperatur, och ett högt diffusionsmotstånd för gaser. Den senare egenskapen gör butylgummit idealt för innerslangar i däck.
- Etenpropengummi (EPDM) baseras på en tvärbunden sampolymer av eten, propen och en dien-monomer. Det är ozonbeständigt och erbjuder god värme- och kemikaliebeständighet till relativt lågt pris. Det används främst till olika detaljer utomhus, som exempelvis byggnadslister, kabelhöljen, och bildetaljer.
- Nitrilgummi (NBR) baseras på en sampolymer mellan butadien och akrylnitrit. Det är den gummityp som vanligen används för packningar, membran, slangar, och andra detaljer som har kontakt med bensin och oljor.
- Kloroprengummi (CR) baseras på en polykloropren, och har jämfört med naturgummi bättre beständighet mot värme, ozon, bensin och oljor. Oljebeständigheten är dock inte lika bra som för nitrilgummi. Kloroprengummi används exempelvis till ytterskikt på slangar, kabelhöljen, bälgar, och värmebeständiga transportband.
- Uretangummi (U) baseras på polyuretan. Polyuretangummi har mycket goda mekaniska egenskaper, och används därför till slitdetaljer, packningar för höga tryck, massivhjulsbeläggningar m.m.
- Silikongummi (S) baseras på tvärbundna polysiloxaner, och är användbart över ett större temperaturintervall (-120 °C till 225 °C) än andra gummityper.  Det har dock dåliga mekaniska egenskaper, begränsad oljebeständighet och hydrolyskänslighet.
- Klorsulfonetengummi (CSM) har god beständighet utomhus, och används i lacker, gummerad väv, lister och slanghöljen.
- Kloretengummi (CM) har egenskaper och användningsområden som liknar klorsulfonetengummits.
- Akrylgummi (ACM eller AEM, akrylenetengummi) används främst till detaljer i kontakt med oljor i temperaturer upp till 175 °C. Akrylgummi sväller ofta till en viss grad vid användning i olja, men bibehåller ändå sin funktion.
- Epiklorhydringummi (ECO eller EC) är olje- och väderbeständigt, och används till bland annat tätningar, membran och som mellanskikt i bränsleslangar.
- Eten-vinylacetatgummi (EAM eller EVA) har god värme- och väderbeständighet, och används i kablar, profiler, tätningar och i många sportartiklar.
- Polysulfidgummi (T) har mycket god oljebeständighet, men dåliga mekaniska egenskaper. Det används främst i elastiska fogmassor.
- Fluorgummi (FKM) baseras på en tvärbunden sampolymer av hexafluorpropen och vinylidenfluorid eller terapolymer av dessa samt tetrafluoreten. Polysulfidgummi har samma värmebeständighet som silikongummit, men är dessutom olje- och kemikaliebeständigt. Vid höga temperaturer ökar dock känsligheten mot vatten och syror, och vid låga temperaturer får polymeren sämre egenskaper. Den är dyr, och används  i små detaljer med höga krav på värme- och oljebeständighet.
- Propenoxidgummi (PO) har god beständighet mot värme, kyla och ozon. Det används bland annat till vibrationsisolatorer för bilmotorer vid höga temperaturer.
- Fluorsilikongummi (FVMQ eller FMQ) har bättre oljebeständighet än silikongummi, men sämre värmebeständighet och ett betydligt högre pris.

## Terminologi
- svensk term:  gummi
- definition: elast som kan tvärbindas eller redan är tvärbunden så att den blir till största delen olöslig, men kan svälla, i kokande lösningsmedel såsom bensen, metyletylketon eller azeotrop blandning av etanol och toluen
- anmärkning:  Gummi i tvärbundet tillstånd kan inte lätt formas om till bestående, stabil form under inverkan av värme eller måttligt tryck. Ett provstycke av gummi i tvärbundet tillstånd och utan utdrygningsmedel återgår inom 1 minut till mindre än 1,5 gånger sin ursprungliga längd efter att ha blivit töjt vid normal rumstemperatur till sin dubbla längd och kvarhållet i uttöjt tillstånd under 1 minut före avlastning.
- ekvivalensanmärkning:  Den tyska termen Gummi motsvarar vulkat gummi och den tyska termen Kautschuk motsvarar ovulkat gummi.